# Damon Elliott
Damion William Elliot (21 maart 1973) is een Amerikaanse muziekproducent, muziekschrijver, zanger, componist en acteur.

## Biografie
Elliot is een zoon van Dionne Warwick en William Elliot en broer van David Elliot. Hij is getrouwd met Tamali.
Elliots genre in de muziek ligt vooral in popmuziek, hiphop, rock, R&B, gospelmuziek en countrymuziek. Elliot heeft talloze albums geproduceerd voor vele bekende artiesten inclusief zijn moeder Dionne Warwick, maar ook Destiny's Child, Beyoncé, P!nk, Gwen Stefani, Jessica Simpson, Christina Aguilera en Macy Gray. Zijn werk heeft hem al een Grammy Award opgeleverd en zeven nominaties. Elliot is directeur van Confidential Records, waar hij R&B artieste Keyshia Cole ontdekte in 2002 en begeleidde haar debuutalbum The Way It Is. Elliot werd twee keer genomineerd voor een Grammy Award voor het tweede album van Cole, Just Like You.
Elliot was te zien in de realityserie Mel B: It’s a Scary World waarin hij Mel B. begeleidde met haar nieuwe album. Elliot heeft over de 75 miljoen albums verkocht.

## Soundtrack[4]

### schrijver
- 2009 Fame – Big Things, This is My Life en Back to Back
- 2004 First Daughter – Make a Wish, Thought I'd Seen It All, Dance with Me, Fall, Free, Ballroom Bossa, You 'n Mego, Oooops, Whatever, Sea of Dreams en Dance My Dreams
- 2003 Malibu's Most Wanted – Get Glucked
- 2003 Biker Boyz – Get Up
- 2002 The Adventure of Pluto Nash – I Know You Wanna
- 2002 The Sweetest Thing – Dom Da Da

### Muziekproducent
- 2009 Fame – Fame, Big Things, This is My Life en Back to Back
- 2005 Son of the Mask – Can't Take My Eyes Off You
- 2004 Fat Albert – Fat Albert TV Theme, Fat Albert Party Theme en Fat Albert Party Remix
- 2004 First Daughter – Make a Wish, Thought I'd Seen It All, Dance with Me, Hail to the Chief, Fall, Free, Ballroom Rossa, You 'n Mego, Oooops, Whatever, Sea of Dreams, Dance My Dreams Theme Song
- 2003 The Fighting Temptations – Fever
- 2003 Malibu's Most Wanted – Get Glucked
- 2002 The Adventures of Pluto Nash – I Know You Wanna
- 2002 The Master of Disguise – Double Dutch Bus en Walking On Sunshine
- 2002 Austin Powers 3: Goldmember – Hey Goldmember
- 2002 Scooby-Doo – Thinking About You

### Zanger
- 2011 The Lincoln Lawyer – California Soul Lincoln Lawyer Remix
- 2004 First Daughter – Thought I'd Seen It All, Ballroom Bossa
- 2001 Down to Earth – What If I Was White

## Filmografie[5]
- 2004 Fat Albert – als DJ – tv-film
- 1992 Beverly Hills, 90210 – als Kody – tv-serie (1 afl.)

- MusicBrainz: a2739e72-da7f-401e-9c9d-a6ad49c6df06
- Virtual International Authority File: 2126154260643424480000